# Francesco Guicciardini (Historiker)

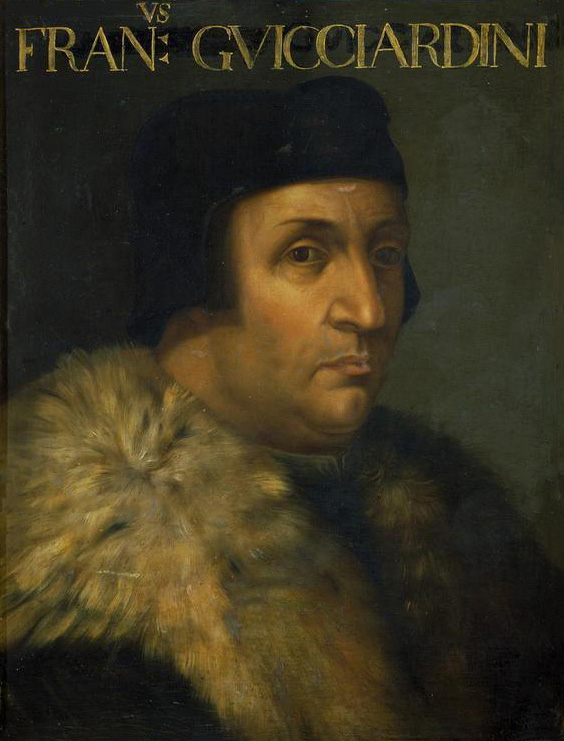
Francesco Guicciardini

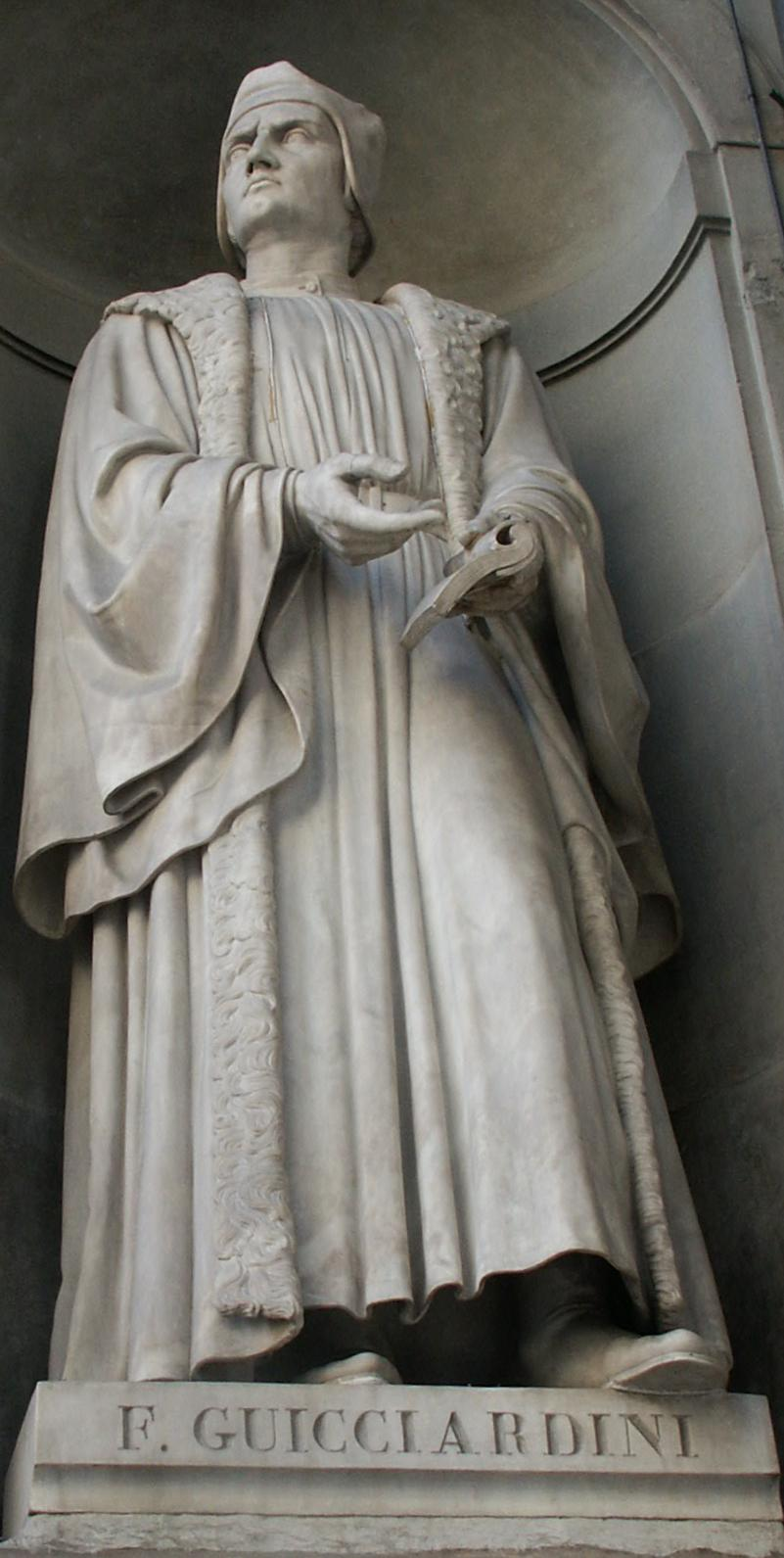
Francesco Guicciardini, Standbild in den Uffizien

Francesco Guicciardini (* 6. März 1483 in Florenz; † 22. Mai 1540 ebenda) war ein italienischer Politiker und Historiker. Seine Storia d’Italia behandelt die Geschichte Italiens zwischen 1492 und 1534. 

## Leben
Guicciardini entstammte einer altetablierten Familie der Oligarchie von Florenz. An den Universitäten von Florenz, Ferrara und Padua studierte er die Jurisprudenz; eine von ihm ersehnte kirchliche Karriere wurde ihm von seinem Vater Piero verwehrt. Bereits im Januar 1512 wurde er von der Signoria als Botschafter an den Hof von Ferdinand dem Katholischen in Aragón entsandt, als die in der Bündnisentscheidung zwischen Frankreich und Spanien wankende Republik Florenz den König als alternativen Bundesgenossen unter Berufung auf eine 1509 vereinbarten Protektion bemühen wollten. Entsprechend war er Gesandter in Spanien, als die Republik Florenz stürzte und die Medici im Spätsommer des Jahres zurückkehrten. Sein Discorso di Logrogno kommentierte an fremdem Ort die Schwierigkeiten von Florenz unter Piero Soderini und wurde zufällig am 31. August, am Tag des Sturzes, letztmals von ihm berührt.
Ab 1516 stand Guicciardini im Dienst der Medici-Päpste Leo X. (pp. 1513–1521) und Clemens VII. (pp. 1523 bis 1534) und bekleidete hohe Funktionen, zunächst die des Gouverneurs von Modena. Bald war er der Präsident bzw. Statthalter in der Romagna und 1526/27 im Krieg der Liga von Cognac gegen die von Karl V. ausgehende Drohung eines habsburgisch-spanischen Universalherrschaft der päpstliche Generalleutnant. In seinen Funktionen erlebte Guicciardini nach eigenem Bekunden genug Missbrauch päpstlicher Macht, sodass er sich zum Luthertum bekehrte. Dennoch blieb er nicht nur ein gehorsamer Sohn der katholischen Kirche, sondern auch seinen päpstlichen Brotgebern treu ergeben.
Eine ähnliche Diskrepanz zwischen privater Meinung und öffentlichem Wirken zeigte er in seinem Wirken für die Medici als Despoten von Florenz: wiewohl er eine Ratsherrschaft nach dem Vorbild Venedigs als die bestmögliche Regierungsform betrachtete und sie in der Ordnung der Jahre vor 1512 angedeutet sehen konnte, setzte er sich nach Kräften für den unbeliebten Medici-Tyrannen ein. Bereits zu Lebzeiten brachte ihm dies den Ruf eines zynischen Opportunisten ein.
Da Frankreich sich der Hilfe für die Italiener 1526/27 entzog, führte der Krieg der Liga von Cognac in die Katastrophe: Deutsche Landsknechte unter Frundsberg versammelten sich ab dem Herbst 1526 in Tirol. Sie vereinten sich im Frühjahr 1527 südlich von Mailand mit den Spanischen unter Charles de Bourbon – und zogen endlich unter Besoldungsnöten und Plünderungswut gegen Rom. 
In den Wirren des Sommers 1527, dem Jahr des Sacco di Roma, lehnte sich die Heimatstadt Florenz gegen das Regiment der Medici-Sprösslinge Alessandro und Ippolito de’ Medici sowie gegen den Kardinal Silvio Passerini auf und reetablierte die Republik. Guicciardini als bekannter Anhänger des geflohenen Medici musste später ebenfalls fliehen. Nach dem neuen Sturz der Republik 1530 wurde er mit der Bestrafung der Einwohnerschaft beauftragt, die er mit grausamer Härte durchführte.
Nach der Ermordung Alessandros 1537 hoffte Guicciardini, als Berater des unmündigen Cosimo de’ Medici die wahre Macht in Florenz ausüben zu können. Seine Erwartungen wurden jedoch getäuscht, denn Cosimo entließ ihn aus allen Ämtern. Die letzten Jahre seines Lebens verbrachte der alternde Ex-Diplomat auf seinem Landsitz „Santa Margherita in Montici“ in der Nähe des Florentiner Ortsteils Arcetri, wo er sich durch Niederschrift seines Hauptwerkes „Storia d’Italia“ dauernden Nachruhm erwarb und wo er 1540 starb.
Ein Neffe Francesco Guicciardinis war der Kartograf Lodovico Guicciardini.

## „Storia d’Italia“: Geschichte Italiens ab 1492
Sachlich kühl, detailliert und präzise war das umfangreiche Geschichtswerk geschrieben, die auf die Spanne von 1492 bis in die 1530er Jahre bezogene „Storia d’Italia“. Guicciardini beschrieb die Ereignisse als politischer Insider, aber distanziert und für die damalige Zeit erstaunlich unparteiisch. Zudem zeichnete er die wenige Jahre zurückliegenden Ereignisse im politisch zerrissenen Italien von einem überregionalen, nationalen Standpunkt aus. Das Werk galt lange Zeit als unanfechtbar; erst im 19. Jahrhundert wurden ihm von Leopold von Ranke grundlegende Fehler nachgewiesen.
Falsch vermerkt sind die Todesumstände Papst Alexanders VI. Die Falschbehauptung, er sei an seinem eigenen Gift verstorben, war indes Gemeingut.
Für den Zeitraum von Dezember 1503 bis Sommer 1504 verfährt der Bericht unchronologisch, sozusagen durch die Geschehnisse holpernd.

## Werke
- Storie fiorentine (erste „Geschichte von Florenz“) (1508–1510)
- Diario di Spagna (1512) (Spanisches Tagebuch)
- Discorso di Logrogno (1512)
- Relazione di Spagna (1514)
- Consolatoria (1527)
- Oratio accusatoria (1527)
- Oratio defensoria (1527)
- Del reggimento di Firenze or Dialogo e discorsi del reggimento di Firenze („Dialoge über die Regierung von Florenz“) (1527)
- Considerazioni intorno ai „Discorsi“ del Machiavelli sopra la prima deca di Tito Livio („Bemerkungen zu Machiavellis Diskursen“) (1528, oder frgl. 1530)
- Ricordi (auch Ricordi politici, Ricordi civili e politici, Ricordi politici e civili, in Übersetzungen „Maximen und Reflexionen“ oder „Vom politischen und bürgerlichen Leben“; 1512–1530)
- Le cose fiorentine (zweite „Geschichte von Florenz“) (1528–1531)
- Storia d’Italia („Geschichte Italiens“) (1537–1540)

## Ausgaben und Übersetzungen
- Carlo Celli (Herausgeber und Übersetzer): The Defeat of a Renaissance Intellectual: Selected Writings of Francesco Guicciardini. Pennsylvania State University Press, University Park 2019, ISBN 978-0-271-08348-3.
- Ernesto Grassi, Karl Josef Partsch (Übersetzer): Francesco Guicciardini: Vom politischen und bürgerlichen Leben. „Ricordi“. Helmut Küpper, Berlin 1942